# Lasippa euphemia
Lasippa euphemia är en fjärilsart som beskrevs av Hans Fruhstorfer 1908. Lasippa euphemia ingår i släktet Lasippa och familjen praktfjärilar. Inga underarter finns listade i Catalogue of Life.